# 터닝메카드
《터닝메카드》(영어: Turning Mecard, 중국어: 魔幻車神 → 盟卡車神)는 초이락 배틀완구 시리즈 2번째 작품으로 대한민국의 텔레비전 애니메이션으로, 손오공 사의 장난감 제품군인 터닝메카드를 홍보하기 위한 일환으로 제작됐다. 초이락컨텐츠팩토리에서 제작을 맡았다. 2015년 2월 3일에 KBS 2TV에서 처음으로 방송되었다.

## 방송 시간
| 방송 채널 | 방송 기간                        | 방송 시간                                |
| --------- | -------------------------------- | ---------------------------------------- |
| KBS 2TV   | 2015년 2월 3일 ~ 8월 11일        | 매주 화요일 오후 5:30 ~ 저녁 6:00 (30분) |
| KBS 2TV   | 2015년 8월 21일 ~ 2016년 2월 5일 | 매주 금요일 오후 5:30 ~ 저녁 6:00 (30분) |

| 방송 채널 | 방송 기간                       | 방송 시간                                |
| --------- | ------------------------------- | ---------------------------------------- |
| KBS 2TV   | 2016년 5월 19일 ~ 8월 25일      | 매주 목요일 오후 5:30 ~ 저녁 6:00 (30분) |
| KBS 2TV   | 2016년 9월 1일 ~ 2017년 9월 7일 | 매주 목요일 오후 5:00 ~ 5:30 (30분)      |
| 투니버스  | 2017년 10월 15일 ~ 11월 19일    | 매주 일요일 오전 8:00 ~ 8:30 (30분)      |

| 방송 채널  | 방송 기간                         | 방송 시간                           |
| ---------- | --------------------------------- | ----------------------------------- |
| 브라보키즈 | 2024년 2월 6일 ~ 2024년 3월 5일   | 매주 화요일 오후 5:00 ~ 5:30 (30분) |
| 브라보키즈 | 2024년 3월 12일 ~ 2024년 4월 9일  | 매주 화요일 오후 5:00 ~ 5:15 (15분) |
| 브라보키즈 | 2024년 4월 16일 ~ 2024년 5월 14일 | 매주 화요일 오후 5:00 ~ 5:30 (30분) |
| 브라보키즈 | 2024년 5월 21일 ~ 2024년 7월 30일 | 매주 화요일 오후 5:00 ~ 5:15 (15분) |
| 브라보키즈 | 2024년 8월 6일 ~ 2024년 8월 20일  | 매주 화요일 오후 5:00 ~ 5:30 (30분) |
| 브라보키즈 | 2024년 8월 27일 ~ 2024년 9월 3일  | 매주 화요일 오후 5:00 ~ 5:15 (15분) |
| 브라보키즈 | 2024년 9월 10일 ~ 2024년 10월 1일 | 매주 화요일 오후 5:00 ~ 5:30 (30분) |

## 줄거리

### 1기
미니카를 좋아하는 소년 찬은 아름답고 신비로운 전학생인 이소벨을 따라가던 중 살아있는 미니카, '메카니멀'을 만나게 된다. 
메카니멀이란 '트라이포스'라는 먼 세계의 전쟁을 종식시키기 위해 만들어진 미니카형 변신 생명체로, 이소벨은 지구로 뿔뿔이 흩어진 메카니멀을 모으기 위해 지구에 찾아온 것이다.
위험한 힘을 지닌 메카니멀을 봉인하려는 블루랜드의 이소벨, 메카니멀을 활용해 세계를 재건하려는 레드홀의 리안, 그리고 메카니멀을 통해 세계를 악으로 물들이려 하는 블랙미러의 도깨비단과 반다인.
아버지의 행방불명이라는 슬픈 기억을 가진 찬은 동생을 찾고 있는 메카니멀 '에반'을 돕기 위해 메카니멀 쟁탈전에 참가하고, 다른 메카드 전사들을 친구로 맞이하여 세계 평화를 지키는 메카드 전사의 사명을 자각한다.
과영 찬과 친구들은 블랙미러의 야망을 무너뜨리고 세계의 평화를 되찾을 수 있을 것인가!

### 2기(W)
파트 1 : 30년 후의 미래 세계, 그곳은 공해로 뒤덮이고 메카니멀을 이용한 테라가 일어나는 혹독한 곳이었다.
메카니멀 테러리스트 데미안은 새 메카니멀을 빼앗기 위해 개발자 프로페서 C의 연구소를 습격하고, 프로페서C의 아들인 류는 메카니멀들과 함께 데미안을 피해 30년전의 과거로 간다.
"찬아라는 소년을 찾아가라!" 프로페서 C는 그렇게 말했지만 류는 시간이동의 충격으로 기억을 잃고, 데미안의 음모에 속아 찬과 배틀하여 에반을 크게 다치게 하고 만다,
한편 아버지와 아들관계인 사자 형태의 메카니멀 윙라이온과 카이온은 과거로 오면서 헤어지게 되어 서로를 애타게 찾지만 좀처럼 만나지 못한다.
데미안과 류는 강력한 파워를 지는 윙라이온과 그 봉인된 힘을 깨울 수 있는 카이온을 손에 넣으려하고, 찬 역시 두메카니멀을 뒤쫓게 된다.
윙라이온과 카이온을 손에 넣고 미래를 바꾸게 될 주인공은 과연 누구일까?!
파트 2 : 데미안과 격전을 치른 후, 찬과 친구들은 평화로운 시간을 보내고 메카니멀들고 테이밍이 해제된 상태에서 자유를 만끽한다.
그러던 어느 날 이들 앞에 정체를 알 수 없는 세 명의 테이머들과 지금껏 한 번도 보지 못한 형태의 메카니멀들이 나타난다.
세 아이들은 천재 과학자 '닥터 X'의 명령에 따라 세계 정복을 목표로 메카니멀을 모으는데…
새로운 적의 등장에 긴장하며 그들의 무시무시한 계획을 막기 위해 메카니멀들을 다시 테이밍하는 찬과 친구들.
과연 찬은 친구들과 함께 새로운 적들로부터 메카니멀을 무사히 지킬 수 있을 것인가?!
자, 다시 한번 함께 외쳐보자! "메카니멀~ 고!"
반다인의 비밀 : 닥터X의 야망을 저지하고 다시 평화로운 나날을 보내고 있는 나찬과 친구들.
곧 다가올 반다인의 생일을 앞두고 깜짝 파티 준비로 바쁜 친구들의 앞에 다비와 다나가 나타난다.
프랭클린 박사가 부른다는 말에 나찬과 이소벨, 그리고 때마침 나타난 반다인은 함께 트라이포스로 향하고 박사로부터 연구소에서 탄생한 새로운 메카니멀들이 도망쳤다는 이야기와 함께 이 메카니멀들을 찾아내 테이밍한 후 직접 교육을 해 달라는 부탁을 받는다.
늘 함께 다니지만 계속 티격태격 다투는 '윙나이트'와 '윙레오', 테로의 동생격이며 상반신이 360도 회전하는 '하이테로', 각각 영혼을 가진 네 개의 발사체인 '사성수'를 이끄는 '마스터'.
찬과 이소벨, 반다인은 각자 메카니멀 레이더로 메카니멀을 추적해 테이밍한다.
개성도 넘치고 기운도 넘치는 메카니멀들을 보며 갈 길이 멀다고 느끼는 나찬과 이소벨.
그런데 시간이 지나도 반다인이 돌아오지 않자 찬과 이소벨은 반다인을 찾으러 나서고,
다시 만난 반다인은 험악한 표정으로 나찬에게 갑작스러운 메카니멀 배틀을 신청하는데...

## 세력
- 트라이포스
  - 블루랜드
  - 레드홀
  - 블랙미러
  - 미지의 마을
- 미래 세력 (서기 2046년 ~ 2047년에서 온 세력)
- 이차원

## 구성
- 유닛: 터닝카와 메카니멀을 함께 이르는 용어. 30종X3가지 색상=총 90종 출시됐다.[5]
  - 터닝카: 유닛의 기본 형태로, 자동차 형태의 상태.[5]
  - 메카니멀: 터닝카가 메카드를 만나 로봇으로 변신한 상태.[5]
- 메카드: 메카드 배틀에서 사용하는 카드. 120종 이상의 메카드가 출시됐다.[5]
- 배틀필드: 메카드 배틀을 할 수 있는 경기장.[5]
- 터닝카 스타터:  트레일러 + 스마트 폰처럼 생긴 터닝카의 슈팅을 보조하는 장치.
- 대형 메카니멀(슈터): 터닝카가 슬로프를 통과하면 로봇으로 변신한다. 3종류가 출시됐다.

## 강제 합체
- 블랙미러에게 세뇌된 그리핑크스 (젤로시아=블랙미러 + 그리핑크스)
- 최후의 의식 (빼앗긴 메카니멀 30대 + 메가드래곤의 기동)

## 스페셜 에피소드
터닝메카드 스페셜 (메카니멀들과 테이머들에 대하여 소개하는 45분 분량의 특집 에피소드로 투니버스에서만 방영된다.)

## 제작진
- 기획: ㈜초이락컨텐츠팩토리
- 구성: Atsushi
- 캐릭터 디자인/총작화감독: 유봉현
- 3D감독: 김석원
- 메카닉 디자인: 지태옥, 김민준
- 메카닉 3D 설계: 유완희
- 색채 설계: 김선희
- 미술감독: 봉하권
- 촬영감독: 장동희
- 편집: 남종현
- 음향: CICMEDIA
- 음악감독: 김정아
- 총괄프로듀서: 최종일, 김선태
- 프로듀서: 이남훈, 심혜원
- 감독: 홍헌표
- 제작: CHOIROCK CONTENTS FACTORY, HEEWON
- ©2015 MECARD Production Committee All rights reserved.

## 같이 보기
- 헬로 카봇
- 조디악 나이츠